# Peter Ofori-Quaye
Peter Ofori-Quaye (* 21. března 1980 Akkra) je bývalý ghanský fotbalový útočník.
Začínal v klubu Ajax Kapské Město, v patnácti letech odešel do Řecka, kde se prosadil do kádru týmu PS Kalamata a roku 1997 přestoupil za tři a půl milionu dolarů do Olympiakosu. Nastoupil v Lize mistrů, kde vstřelil v zápase proti Rosenborg BK branku ve věku 17 let a 195 dní. S Olympiakosem získal šest titulů mistra Řecka v řadě a postoupil do čtvrtfinále Ligy mistrů, klub opustil roku 2003, poté hrál v Ghaně, Izraeli a na Kypru, jeho posledním působištěm byl Bechem United.
Reprezentoval Ghanu na mistrovství světa ve fotbale hráčů do 20 let 1997 (vstřelil dvě branky a jeho tým obsadil čtvrté místo) a mistrovství světa ve fotbale hráčů do 20 let 1999 (dal čtyři branky, Ghana vypadla na penalty ve čtvrtfinále proti pozdějším šampionům ze Španělska). Za seniorskou reprezentaci nastoupil na Africkém poháru národů 2000.